# Becada de les Moluques
La becada de les Moluques (Scolopax rochussenii) és una espècie d'ocell de la família dels escolopàcids (Scolopacidae) que habita la selva humida d'algunes de les illes Moluques septentrionals.